# Valtellina Rosso
(Ortensio Lando, 1550)
Il Valtellina è un vino  a DOC prodotto in provincia di Sondrio
(Leonardo da Vinci, Codice Atlantico – C.A. 391 recto)

## Caratteristiche organolettiche
- Colore: rosso rubino, con eventuali riflessi granato.
- Odore: delicato persistente e caratteristico.
- Sapore: asciutto e leggermente tannico, con eventuale percezione di legno.

## Produzione
| Provincia | Vendemmia | Ettolitri di vino prodotto |
| --------- | --------- | -------------------------- |
| Sondrio   | 90-91     | 29884                      |
| Sondrio   | 91-92     | 20852                      |
| Sondrio   | 92-93     | 14273                      |
| Sondrio   | 93-94     | 9523                       |
| Sondrio   | 94-95     | 13867                      |
| Sondrio   | 95-96     | 14599                      |
| Sondrio   | 96-97     | 17564                      |

- Totale: 120562 hl
- Media per vendemmia: 17223 hl